# 陈亨源
陈亨源（1901年—1950年10月9日），也作陈亨沅，福建长乐（今福州市长乐区）人，中国共产党政治人物，中华人民共和国烈士。

## 生平
陈亨源是中国共产党早期成员，于民国25年（1936年）9月加入中国共产党，在福建省参加了抗日战争和第二次国共内战中的南方游击战，中华人民共和国成立后被任命为福建省闽侯专区专员，在任上积劳成疾，于1950年10月病逝。

## 身后
陈亨源病逝后，他被中共长乐县委追认为革命烈士并安葬于烈士陵园，该烈士陵园位于今福州市长乐区吴航街道的郑和公园。